# زیندانلو
زیندانلو روستایی دردرگز استان خراسان رضوی ایران است.

## جمعیت
بر پایه سرشماری عمومی نفوس و مسکن در سال ۱۳۹۵ جمعیت این مکان 348 نفر (107خانوار) بوده‌است.